# Rivière Stewart (Baie-des-Chaleurs)
Pour les articles homonymes, voir Stewart.
La rivière Stewart est un affluent de la rive Nord de la Baie-des-Chaleurs, coulant dans la région administrative de la Gaspésie-Îles-de-la-Madeleine, au Québec, au Canada.
La rivière Stewart coule vers le sud dans les municipalités régionales de comté (MRC) de :
- Bonaventure : dans le territoire non organisé de Rivière-Bonaventure (canton d'Angers) et
- Avignon : dans la municipalité de Carleton-sur-Mer.

## Géographie
Les principaux bassins versants voisins de la rivière Stewart sont :
- côté Nord : rivière Angers, rivière Stewart Est,
- côté Est : rivière Angers Sud,
- côté Sud : Baie-des-Chaleurs,
- côté Ouest : ruisseau McCarthy, ruisseau de la Cloche.

La rivière Stewart prend sa source de ruisseaux de montagnes en milieu forestier dans le canton d'Angers, dans le territoire non organisé de Rivière-Bonaventure. Cette source est située à :
- 2,3 km au Nord de la limite Nord de la ville de Carleton-sur-Mer ;
- 3,8 km à l'Est de la limite Est du territoire non organisé de Rivière-Nouvelle ;
- 16,8 km au Nord de la confluence de la rivière Stewart.

À partir de sa source, la rivière Stewart coule sur 24,6 km, répartis selon les segments suivants :
- 3,1 km vers les Sud-Est, puis le Sud, dans le canton d'Angers, au fond de la Coulée des Canayenne, jusqu'à un ruisseau (venant du Sud), soit de la MRC d'Avignon ;
- 1,2 km vers l'Ouest, jusqu'à un ruisseau (venant du Nord-Ouest) ;
- 0,3 km vers le Sud, jusqu'à la limite Nord de la ville ce Carleton-sur-Mer ;
- 3,9 km vers le Sud-Ouest, jusqu'au ruisseau Bowman (venant de l'Est) ;
- 0,7 km vers le Sud, jusqu'à la confluence de la « rivière Stewart Ouest » (venant de l'Ouest) ;
- 3,2 km vers le Sud, jusqu'au ruisseau Leblanc (venant de l'Est) ;
- 2,4 km vers le Sud, jusqu'au ruisseau de la Coulée de la Soucoupe ;
- 2,1 km vers le Sud-Ouest, jusqu'au ruisseau Samuel (venant du Nord-Ouest) ;
- 2,8 km vers le Sud en serpentant jusqu'à la limite de l'ex-municipalité de Saint-Omer, fusionnée en l'an 2000 à Carleton-sur-Mer ;
- 0,6 km vers le Sud dans le secteur de Saint-Omer, jusqu'à la confluence de la rivière Stewart Est (venant de l'Est) ;
- 3,3 km vers le Sud, en passant entre la Montagne des Caissy (située du côté Ouest de la rivière) et la Montagne des Bujold (située du côté Est de la rivière), jusqu'au pont du chemin de fer du Canadien National ;
- 0,8 km vers le Sud-Ouest, jusqu'à la route 132 ;
- 0,2 km vers le Sud, jusqu'à la confluence[2].

La rivière Stewart se déverse sur la rive Nord de la baie Tracadigache, intégrée à la rive Nord de la Baie-des-Chaleurs, dans la municipalité de Carleton-sur-Mer, du côté Est du village de Saint-Omer. 
Cette confluence est située à :
- 0,6 km à l'Est du « refuge d'oiseaux de Saint-Omer » ;
- 6,8 km à l'Est de la confluence de la rivière Nouvelle ;
- 19,1 km à l'Ouest de la confluence de la rivière Verte (Maria) ;
- 7,9 km au Nord-Est de la pointe du Miguasha, située sur la rive-Nord de la confluence de la rivière Restigouche.

## Toponymie
Le toponyme « rivière Stewart » a été officialisé le 5 décembre 1968 à la Commission de toponymie du Québec.